# Saison 2023-2024 de l'Élan sportif chalonnais
La saison 2022-2023 de l'Élan sportif chalonnais est la vingt sixième de l'Élan chalon en BetClic Élite.

## Transfert
| Arrivées - Olivier Cortale : Boulazac (Pro B) - Aleksej Nikolić : Gran Canaria (Liga ACB) - Jermaine Love : BK Nijni Novgorod (VTB United League) - Dirk Williams : Manchester Giants (BBL) - Mathieu Missonnier : Denain (Pro B) - Einaras Tubutis : Francfort Skyliners (Basketball-Bundesliga) En cours de saison - Demonte Harper : Ironi Nes Ziona (Ligat Winner) - Ryan Mikesell : Elitzur Kiryat Ata (ESAKE) - Kaleb Wesson : BK CSKA Sofia (NBL) | Départs - Kyshawn George : Hurricanes de Miami (NCAA) - Kevin Harley : Poitiers (Pro B) - Damien Bouquet : Fos-sur-Mer (Pro B) - Luka Lapornik : KK Šentjur (Liga Nova KBM) - Sitraka Raharimanantoanina : Évreux (Pro B) - Mickaël Gelabale : Arrêt - Antonio Jordano : Falco KC Szombathely (NB I/A) - Supreme Hannah : Balkan Botevgrad (NBL) En cours de saison - Einaras Tubutis : BC Mažeikiai (LKL) - Jermaine Love : Peristéri BC (ESAKE) |

## Effectifs
| P.          | #  | Nat.! | Nom Prénom         | Taille | Âge |
| ----------- | -- | ----- | ------------------ | ------ | --- |
| Meneur      | 1  |       | Mathieu Missonnier | 1,88   | 26  |
| Arrière     | 2  |       | Dirk Williams      | 1,96   | 29  |
| Meneur      | 5  |       | Aleksej Nikolić    | 1,91   | 29  |
| Ailier fort | 7  |       | Olivier Cortale    | 2,06   | 27  |
| Meneur      | 8  |       | Antoine Eito       | 1,86   | 36  |
| Ailier fort | 13 |       | Lionel Gaudoux     | 1,98   | 28  |
| Ailier fort | 19 |       | Yanis Tonelier     | 2,13   | 19  |
| Arrière     | 22 |       | Demonte Harper     | 1,95   | 23  |
| Ailier      | 23 |       | Vuk Vucevic        | 1,97   | 21  |
| Ailier fort | 33 |       | Ryan Mikesell      | 2,01   | 27  |
| Pivot       | 34 |       | Kaleb Wesson       | 2,08   | 25  |
| Ailier fort | 39 |       | Kenny Baptiste     | 2,00   | 24  |

| Entraîneur   | Assistant       |
| ------------ | --------------- |
| Savo Vučević | Maxime Pacquaut |

- Jermaine Love, 1 m 88 : Séparation à l'amiable
- Mattias Markusson, 2 m 17 : Séparation à l'amiable
- Einaras Tubutis, 2 m 08 : Coupé

## Matchs

### Matchs amicaux
Avant saison
- Nancy / Chalon-sur-Saône : 103-74 (à Champigneulles)[19]
- Roanne / Chalon-sur-Saône : 84-88[20]
- Orléans (Pro B) / Chalon-sur-Saône : 83-97 (Tournoi de Blois)[21]
- Blois / Chalon-sur-Saône : 73-71 (Tournoi de Blois)[22]
- Chalon-sur-Saône / Roanne : 97-71 (Ain Star Game à Bourg-en-Bresse)[23]

### Championnat

#### Matchs aller
- Nancy / Chalon-sur-Saône : 92-83
- Chalon-sur-Saône / Monaco : 68-104
- Gravelines Dunkerque / Chalon-sur-Saône : 81-83
- Roanne / Chalon-sur-Saône : 82-93
- Chalon-sur-Saône / Le Portel : 94-65
- Saint-Quentin / Chalon-sur-Saône : 75-70
- Chalon-sur-Saône / Le Mans : 73-68
- Dijon / Chalon-sur-Saône : 73-66
- Paris / Chalon-sur-Saône : 85-70
- Chalon-sur-Saône / Boulogne Levallois : 86-92
- Chalon-sur-Saône / Strasbourg : 101-91
- Bourg-en-Bresse / Chalon-sur-Saône : 90-67
- Chalon-sur-Saône / Limoges : 80-78
- Nanterre / Chalon-sur-Saône : 83-72
- Chalon-sur-Saône / Blois : 93-75
- Lyon-Villeurbanne / Chalon-sur-Saône : 79-72
- Chalon-sur-Saône / Cholet : 79-81

#### Matchs retour
- Strasbourg / Chalon-sur-Saône : 82-86
- Chalon-sur-Saône / Dijon : 76-84
- Chalon-sur-Saône / Bourg-en-Bresse : 62-89
- Monaco / Chalon-sur-Saône : 82-69
- Chalon-sur-Saône / Gravelines Dunkerque : 79-63
- Le Mans / Chalon-sur-Saône : 98-72
- Le Portel / Chalon-sur-Saône : 99-96 (Après Prolongation)
- Chalon-sur-Saône / Lyon Villeurbanne : 88-87 (Après Prolongation)
- Chalon-sur-Saône / Nancy : 70-74
- Limoges / Chalon-sur-Saône : 107-88
- Chalon-sur-Saône / Roanne : 105-86
- Boulogne Levallois / Chalon-sur-Saône : 75-83
- Chalon-sur-Saône / Nanterre : 89-97
- Blois / Chalon-sur-Saône : 92-95 (Après 2 Prolongations)
- Chalon-sur-Saône / Paris : 73-84
- Chalon-sur-Saône / Saint-Quentin : 97-90 (Après Prolongation)
- Cholet / Chalon-sur-Saône : 84-77

Extrait du classement de BetClic Élite 2023-2024
|    |                      |    |    |    |    |      |      |      |
| 11 | Le Mans              | 44 | 34 | 15 | 19 | 2749 | 2802 | -53  |
| 12 | Strasbourg           | 44 | 34 | 15 | 19 | 2643 | 2709 | -66  |
| 13 | Limoges              | 41 | 34 | 14 | 18 | 2667 | 2757 | -90  |
| 14 | Chalon-sur-Saône P   | 41 | 34 | 14 | 20 | 2755 | 2867 | -112 |
| 15 | Gravelines-Dunkerque | 35 | 34 | 12 | 22 | 2534 | 2622 | -88  |
| 16 | Blois                | 32 | 34 | 11 | 23 | 2737 | 2905 | -168 |
| 17 | Roanne               | 29 | 34 | 10 | 24 | 2750 | 2969 | -219 |

### Coupe de France
- Chalon-sur-Saône / Gries-Souffel (Pro B) : 76-68
- Vichy (Pro B) / Chalon-sur-Saône : 101-87

## Bilan
Le club chalonnais obtient son maintien en BetClic Élite à quatre journées de la fin de championnat après sa victoire après deux prolongations à et contre Blois 95 à 92. L'Élan Chalon finit la saison à la 14e place sur 18 avec 14 victoires pour 20 défaites,.

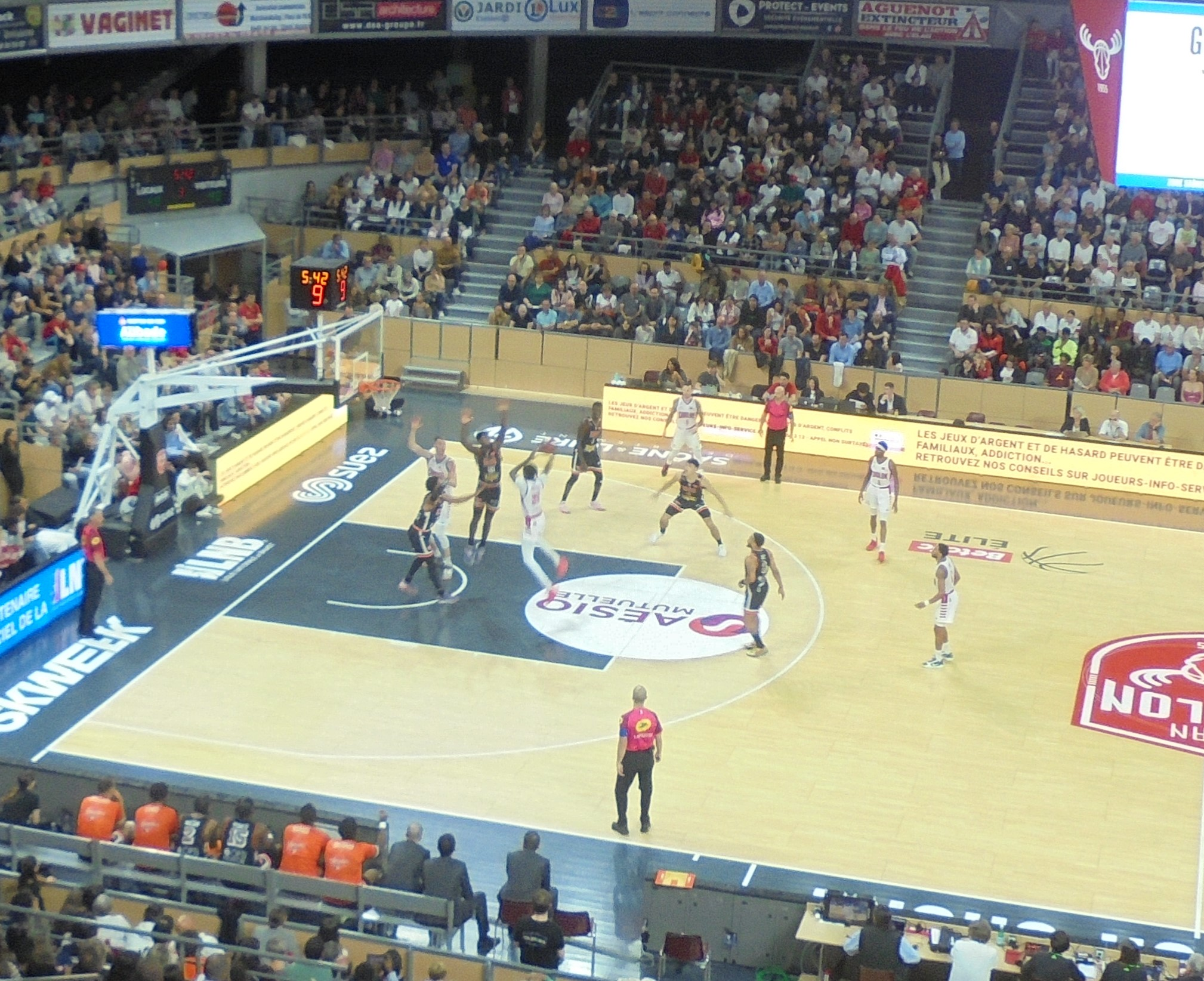
Match de BetClic Élite en 2023 entre l'Elan Chalon et Le Mans
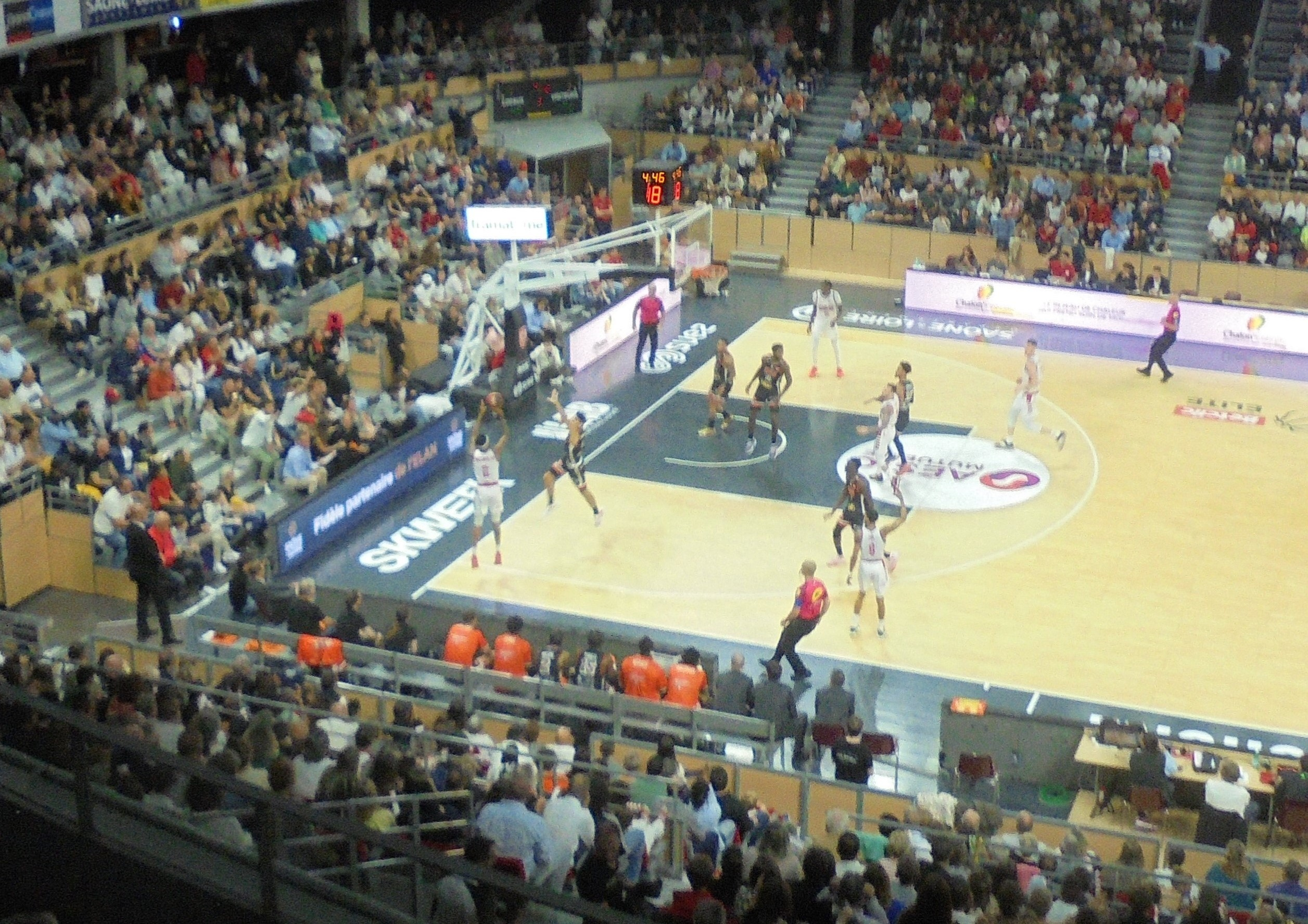
Match de BetClic Élite en 2023 entre l'Elan Chalon et Le Mans
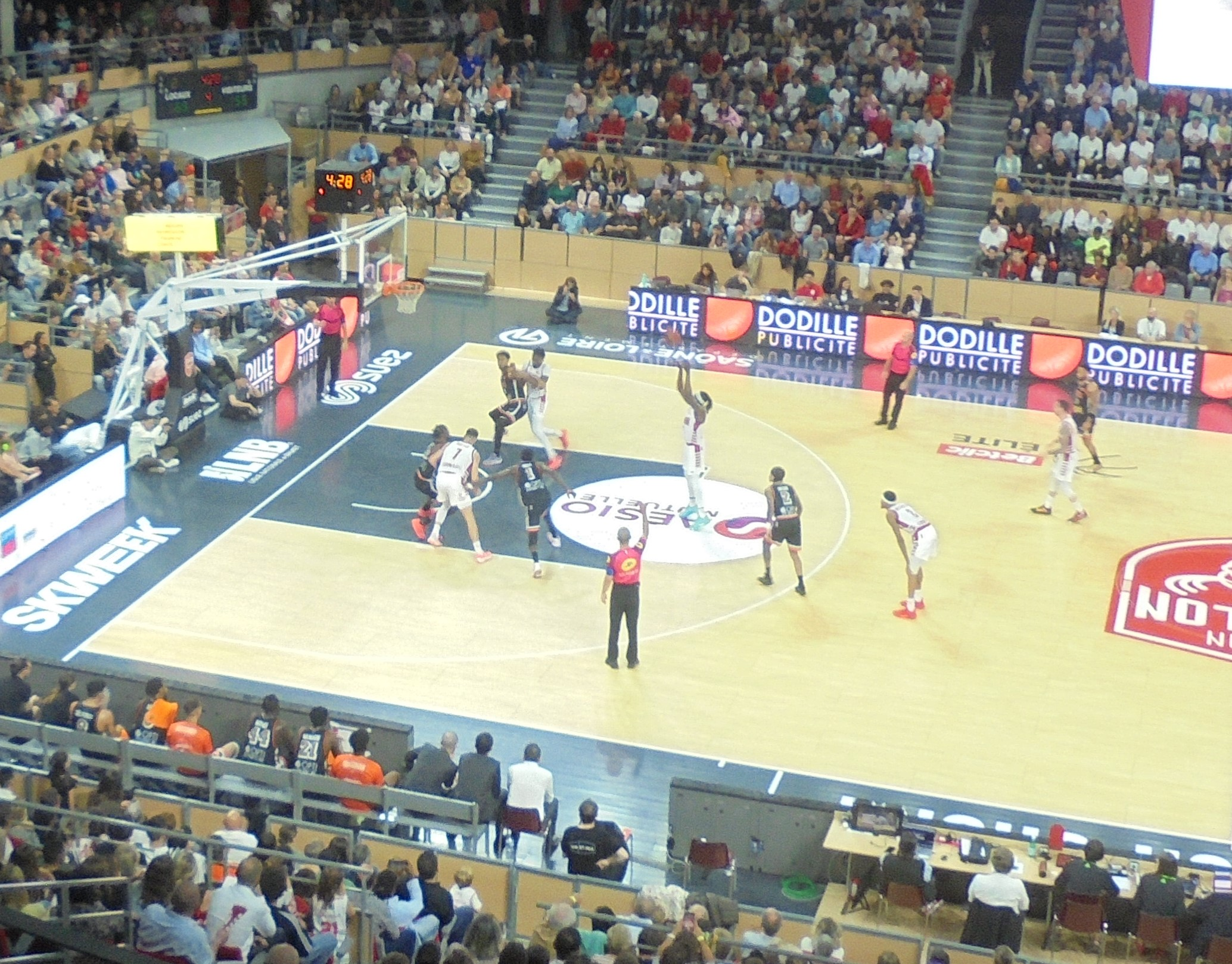
Match de BetClic Élite en 2023 entre l'Elan Chalon et Le Mans
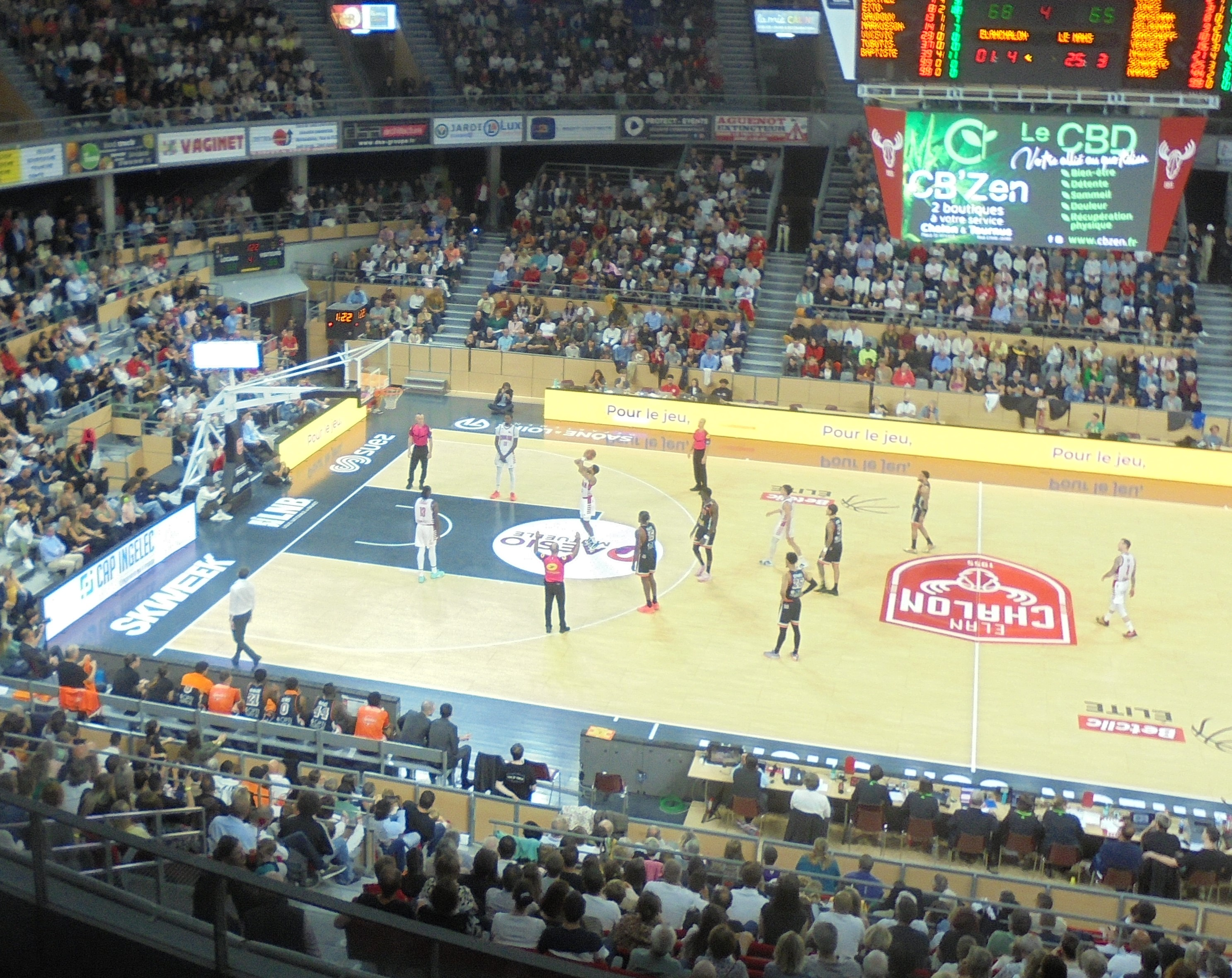
Match de BetClic Élite en 2023 entre l'Elan Chalon et Le Mans
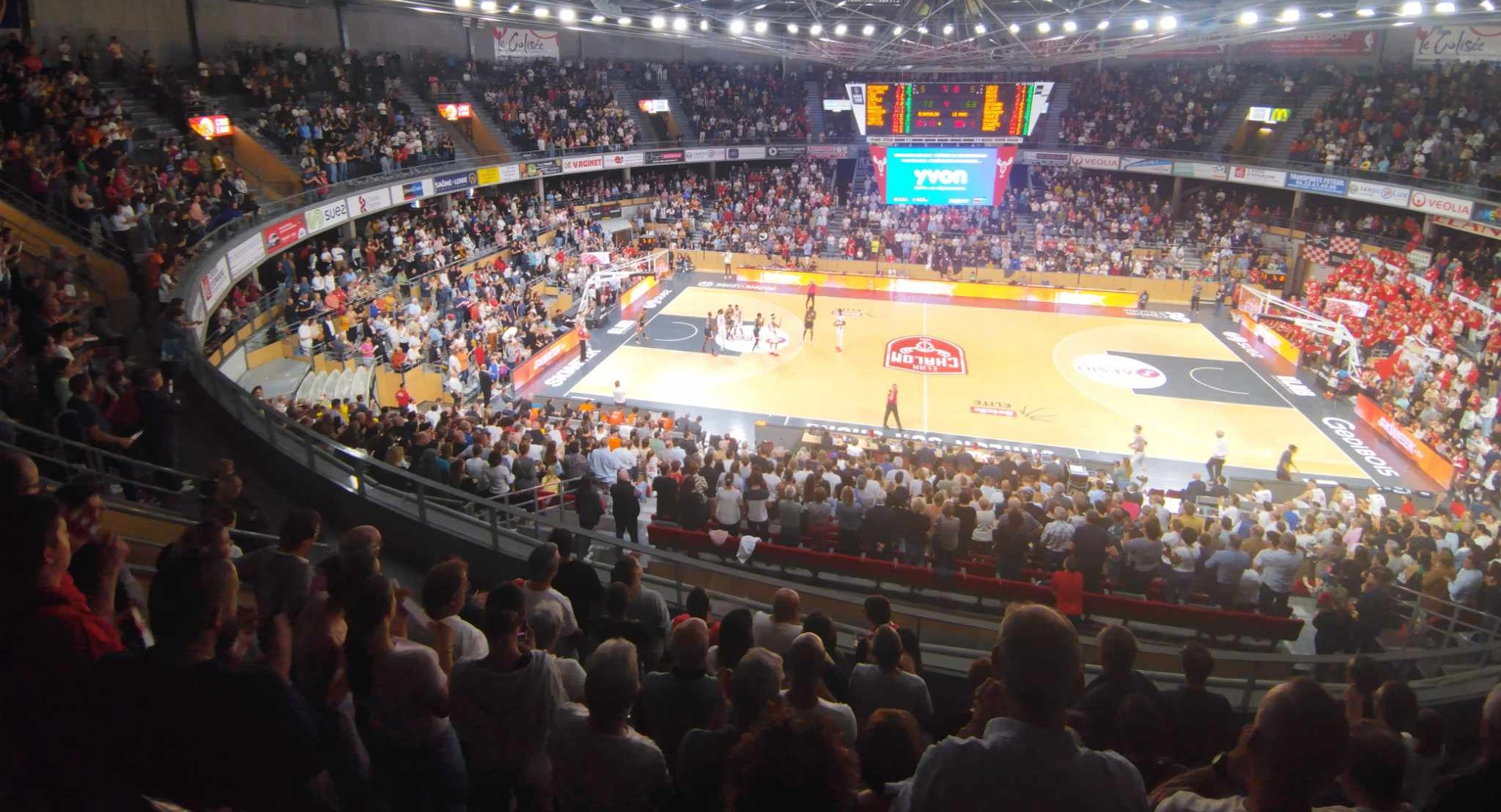
Match de BetClic Élite en 2023 entre l'Elan Chalon et Le Mans